# Церква Воздвиження Чесного Хреста Господнього (Соколівка)
Церква Воздвиження Чесного Хреста Господнього в Соколівці — парафія і храм Лановецького благочиння Тернопільської єпархії Православної церкви України в селі Соколівка Кременецького району Тернопільської области.
Оголошена пам'яткою архітектури місцевого значення (охоронний номер 1648).

## Історія церкви
Церкву збудовано у 1853 році на кошти священника Олександра Ланткевича та пожертви парафіян. Це кам'яна споруда з такою ж дзвіницею.
Метричні книги зберігаються з 1773 року, а опис церковного майна було складено у 1884 році.
При церкві знаходиться кам'яний будинок на дві кімнати, збудований у 1887 році.
З приходом радянської влади церква не діяла, а у 1945 році її переобладнали на зерносховище.
У 1948 році церковні речі повернули до храму, і розпочалися богослужіння.
З 1970 по 1989 рік церква знову була закритою, а її майно перевезли до церкви в селі Вишгородок.
За клопотанням Миколи Домбровського, Сергія Стоса та Андрія Чернія, у 1989 році храм повернули сільській громаді. Ремонт і реставрацію церкви провели завдяки зусиллям парафіян Соколівки та пожертвам з сусідніх сіл.

## Парохи
- о. Олександр Ланткевич,
- о. Йосиф Усик (з ?).